# Stawky (przystanek kolejowy w obwodzie tarnopolskim)
Stawky (ukr. Ставки) – przystanek kolejowy w miejscowości Denysów, w rejonie tarnopolskim, w obwodzie tarnopolskim, na Ukrainie. Położony jest na linii Tarnopol – Stryj.